# ブラジル都道府県人会連合会

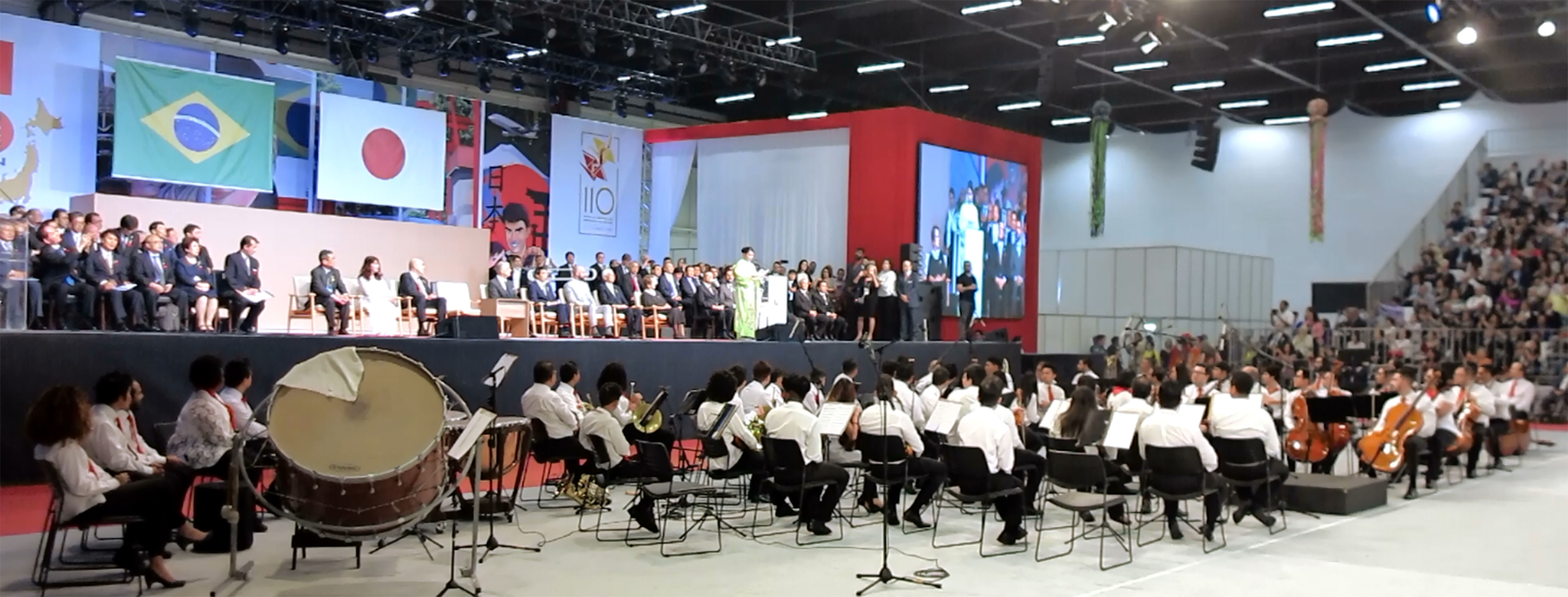
2018年県連日本祭り記念式典の様子。ブラジル日本移民110周年を記念して眞子内親王が挨拶した。

ブラジル日本都道府県人会連合会（ブラジルにほんとどうふけんじんかいれんごうかい、ポルトガル語：Federação das Associações de Provincias do Japão no Brasil、通称：県連）は、ブラジル国内に在する都道府県人会が組織する非営利団体。

## 概要
1966年の設立当初は戦後移住者の権益擁護、初期移民の母国訪問団派遣を主な活動目的としたが、近年は県費留学生事業や国、県からの調査団の斡旋、先没者慰霊事業、毎年7月にサンパウロ市で行われる世界最大級の日本文化祭り「日本祭り（フェスティバル・ド・ジャポン）」の運営を主な活動としている。

## 歴史
- 1952年 - ブラジルへの移民政策が再開され『県海外移住家族会』が日本で結成される。
- 1962年 - 全国版組織『日本海外移住家族連合会』（略称＝家族会）が創設される。
- 1965年9月 - サンパウロで開催された第1回南米日系人大会に出席した田中龍夫家族会長がサンパウロ総領事館を通じてブラジル日系社会に家族会に対応する代表団体の結成を要請。
- 1966年4月 - 中尾熊喜を会長にブラジル日本都道府県人会連合会（県連）が創設される。
- 1967年 - 家族会と協力して初期移民母国訪問団派遣事業を実施。「第一回笠戸丸訪日団」として移民9人、付き添い6人を日本へと送り出す。皇太子・同妃（当時）のブラジル訪問事業に協力。
- 1968年 - 日本移民60周年祭を挙行。
- 1969年 - 日本政府春の叙勲で勲三等瑞宝章を中尾会長が、勲五等双光旭日章を上野米蔵副会長がそれぞれ受章する。記念誌『笠戸丸より六十年』を刊行。
- 1974年 - 調査により391人の無縁仏の身元が確認される。
- 1975年 - ブラジル政府公認団体となる。日本人開拓先没者慰霊碑をサンパウロ市イビラプエラ公園に建立。除幕式に福田赳夫副総理（当時）が参加した。
- 1976年 - 県連創立10周年記念式典を開催。全県人会長出演の「仮名手本忠臣蔵」を公演。
- 1977年 - 県別の過去帳作成を開始。
- 1978年 - 笹川良一を開拓先没者慰霊碑保存委員会の名誉会長に推戴。皇太子・同妃参加の日本移民70周年祭の開催に協力。家族会からの近親慰問団141人を迎える。
- 1979年 - イビラプエラ公園慰霊碑にて初の主催慰霊祭を行う。
- 1982年 - 和田周一郎名誉会長が日系人として初めてブラジル政府から連邦政府労働功労章を受ける。
- 1983年 - 機関誌『ブラジル県連 第一号』発刊。
- 1985年 - 天皇在位60周年記念第一回ゲートボール大会を主催。
- 1990年 - 千代の富士ら一行100人が公演のためブラジルを訪れ、イビラプエラ公園慰霊碑を参拝。

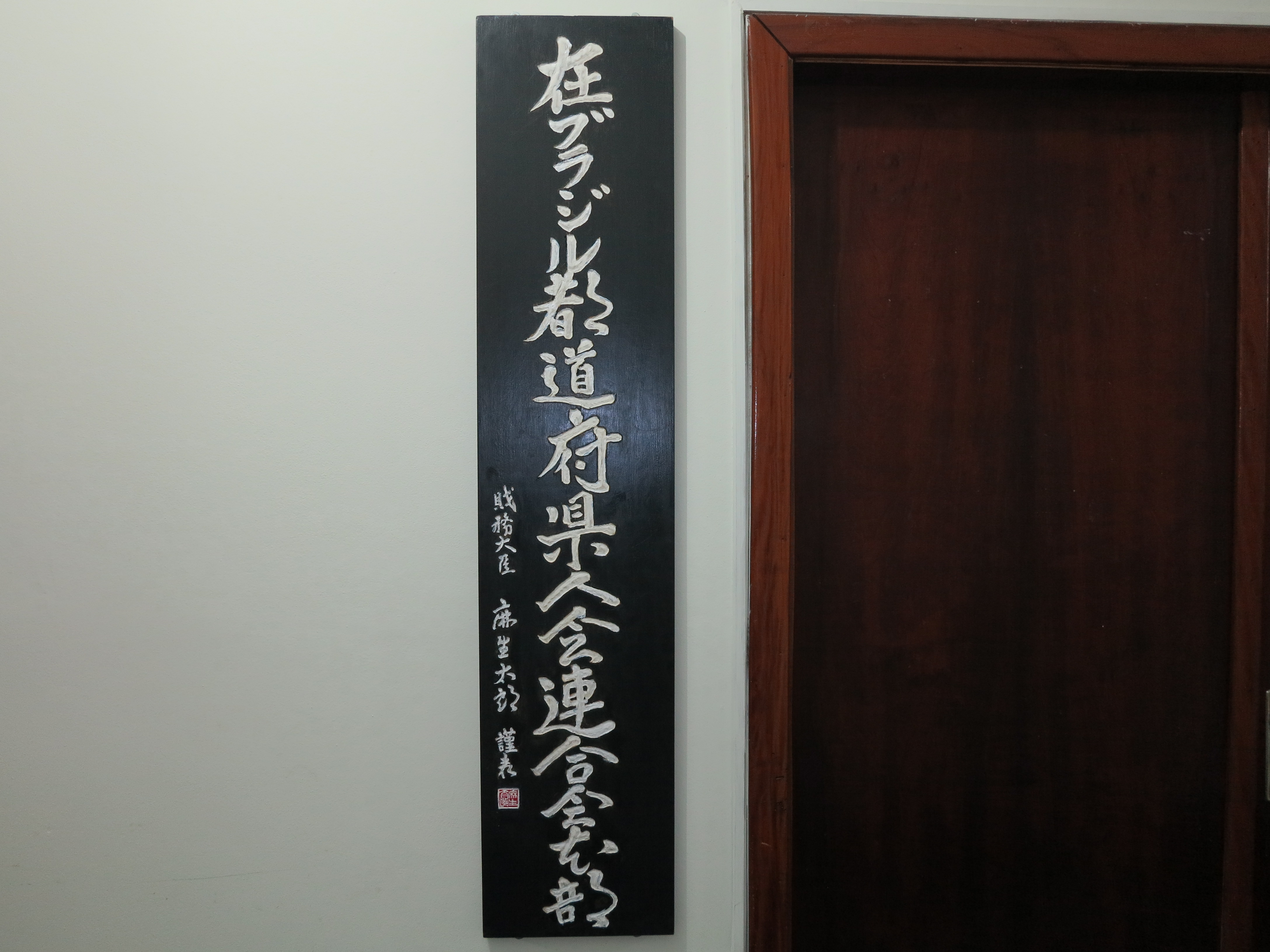
ブラジル日本都道府県人会連合会表札。麻生太郎が揮毫。

- ブラジル日本都道府県人会連合会表札。麻生太郎が揮毫。1992年 - ブラジル日本文化福祉協会（通称：文協）、サンパウロ日伯援護協会（通称：援協）と合同で「国外就労者情報センター」の設立総会を開催。
- 1994年 - 在外選挙全国署名運動を開始。
- 1995年 - 紀宮清子内親王が慰霊碑を参拝。
- 1996年 - 文協内に事務所を開所。30周年記念式典を行い、上坂冬子講演会を開催。
- 1997年 - 文協、ふるさと創生協会と共同で「ふるさと創生訪日団」を計画。来年の移民90周年に向け各県郷土料理祭りを提案。サントス港に移民上陸記念碑製作計画を発表。念願のパソコン導入。創立30周年記念誌を発刊。
- 1998年 - 日本政府が在外邦人に対する国政選挙の投票権を認める。県費留学生事業を文協から引き継ぎ、第一回留学生試験を行う。サントス・ボッケイロン海岸に日本移民上陸記念碑を建立。「第一回郷土食と郷土芸能フェスティバル」をイビラプエラ公園にて開催し、2日間で12万人の来場を得る。
- 1999年 - 在外選挙情報提供のためのセンターを設置。埼玉県人会が県連に相談無く解散し、県連が業務を代行。HPを開設。「第二回郷土食と郷土芸能祭」を開催し、27万人が来場する。
- 2000年 - 県連事務所で在外選挙登録を開始。「第3回郷土祭り」を開催。
- 2001年 - 富山県人会が県連を脱退。シンポジウム「21世紀のブラジル県連と日系社会」を開催。「第4回郷土食・郷土芸能祭」を開催。
- 2002年 - 「第5回日本祭」を開催、過去最高の30万人の入場者を記録するも12万レアルの赤字となる。
- 2003年 - 「第6回フェスティバル・ド・ジャポン」を開催。
- 2004年 - フェスティバル・ド・ジャポンが3日間で45万人の来場者を記録。
- 2005年 - JICA青年ボランティアが各県人会データをまとめた「ブラジル県連」を作成。「第8回フェスティバル・ド・ジャポン」に過去最多の42県人会が出展。
- 2006年 - 「第7回フェスティバル・ド・ジャポン」に多額の未払い金がある事が発覚。「第9回フェスティバル・ド・ジャポン」開催し、15万レアルの黒字となる。創立40周年式典を行う。
- 2018年 - ブラジル日本移民110周年を記念し、フェスティバル・ド・ジャポンの会場内で眞子内親王参加の記念式典を開催。

## 歴代会長
- 初代 中尾 熊喜 熊本県人会 1966 - 1970 （2期）
- 第2代 上野 米蔵 (Sr. Yonezo Ueno) 福岡県人会 1970 - 1972 （1期）
- 第3代 和田 周一郎 (Sr. Shichiro Wada) 奈良県人会 1972 - 1978 （3期）
- 第4代 藤井 卓治 (Sr. Takuji Fujii) 岡山県人会 1978 - 1984 （3期）
- 第5代 高野 芳久 (Sr. Yoshihisa Takano) 山梨県人会 1984 - 1990 （3期）
- 第6代 羽田 宗義 (Sr. Muneyoshi Hada) 愛知県人会 1990 - 1992 （1期）
- 第7代 中西 忠勇 (Sr. Chuyu Nakanishi) 石川県人会 1992 - 1994 （1期）
- 第8代 網野 弥太郎 (Sr. Yataro Amino) 山梨県人会 1994 - 2000 （3期）
- 第9代 西谷 博 (Sr. Hiroshi Nishitani) 鳥取県人会 2000 - 2002 （1期）
- 第10代 中沢 宏一 (Sr. Koichi Nakazawa) 宮城県人会 2002 - 2006 （2期）
- 第11代 松尾 治 (Sr. Osamu Matsuo) 福岡県人会 2006 - 2008（1期）初の会長選挙での選出
- 第12代 与儀 昭雄 (Sr. Akeo Uehara Yogui) 沖縄県人会 2008 - 2011 （2期）
- 第13代 園田 昭憲 (Sr. Akinori Sonoda) 鹿児島県人会 2011 - 2014 （2期）
- 第14代 本橋 幹久 (Sr. Mikihisa Motohashi) 鳥取県人会 2014 - 2016 （2期）
- 第15代 山田康夫 (Sr. Yasuo Yamada) 滋賀県人会 2016 -2020（２期）
- 第16代 市川利雄（Sr.Toshio Ichikawa）富山県人会 2020-[2]

## 活動
- 戦後移住した海外引き揚げ者の権益擁護
- 初期移民の母国訪問団派遣
- 移住者家族慰問団の歓迎と斡旋
- 技術研修員と県費留学生の斡旋
- 国や県からの調査団の斡旋
- 在外選挙獲得運動
- 開拓先没者慰霊碑の建立と慰霊祭
  - 1975年8月22日、サンパウロ市イビラプエラ公園内に建立。碑面は高さ170cm、幅250cm。田中角栄内閣総理大臣が碑文を揮毫した。地下霊廟内には観世音菩薩像（平櫛田中作）、平和慈母観世音菩薩（矢崎虎夫作）、地蔵尊と厨子（快慶作と伝えられる）が安置されている。皇室、政府関係者がブラジルを訪れる際、その多くが参拝に訪れている。
- サントス日本移民上陸記念碑の建立
  - 1998年6月21日、サントス・ボッケイロン海岸に日本移民上陸記念碑を建立。除幕式には日本政府を代表して小渕恵三外務大臣（当時）らが参加。
- 文化、スポーツ振興
- 弁論大会、ゲートボール大会
- 移民のふるさと巡り
  - 移民の移住地を巡るバスツアー。1988年のブラジル日本移民80周年を記念して企画された。
- 日本祭り（フェスティバル・ド・ジャポン）運営
  - 1998年7月24、25日にイビラプエラ公園マルキーゼ公園にて第1回目を開催。27県人会が参加した。